# Viacom International Media Networks Asia
Viacom International Media Networks Asia (ранее MTV Networks Asia Pacific) состоит из трех фирменных телевизионных каналов: MTV, Nickelodeon и VH1, доступных для более чем 300 миллионов домохозяйств в Азиатско-Тихоокеанском регионе (англ.). С момента своего создания, 1 января 1994 года, Viacom International Media Networks Asia предоставляет локализованные каналы для молодой аудитории по всей Азии и Австралии.
Viacom International Media Networks Asia состоит из 17 веб-сайтов и 21 телеканалов, работающих круглосуточно, для разных регионов имеются свои программные блоки.

## Подразделения
Viacom International Media Networks Asia делится на:
- MTV Australia & New Zealand
  - Управляющий директор — Дейв Сибли (Dave Sibley)
- MTV India
  - Управляющий директор — Амит Джайн (Amit Jain)
- MTV Pakistan
  - Управляющий директор — Газанффар Али (Ghazanffar Ali)

## Телеканалы

MTV
VH1
Nickelodeon
Nick Jr (англ.)
MTV Live

- MTV: Аравия (англ.), Китай, Индия (англ.), Индонезия (англ.), Япония (англ.), Корея (англ.), Пакистан (англ.), Юго-Восточная Азия, Тайвань, Таиланд (англ.), Вьетнам (англ.).
- VH1: Индия (англ.), Индонезия (англ.), Таиланд.
- Nickelodeon: Аравия (англ.), Индия (англ.), Япония (англ.), Корея (англ.), Пакистан (англ.), Филиппины (англ.), Юго-Восточная Азия (англ.).
- Nick Jr: Юго-Восточная Азия (англ.) (также в Новой Зеландии).
- Comedy Central: Индия (англ.), Юго-Восточная Азия (англ.).

## Телеканалы управляемые MTV Australia & New Zealand
- Nickelodeon Австралия (англ.)
- Nick Jr. Австралия (англ.)

MTV: MTV Австралия (англ.) (доступно в Новой Зеландии), MTV Classic Австралия (англ.) (доступно в Новой Зеландии), MTV Hits Австралия (англ.) (доступно в Новой Зеландии), и MTV Live HD (доступно только в Австралии)
Nickelodeon (совместно с Foxtel (англ.)): Nickelodeon Австралия (англ.) (доступно в Новой Зеландии) и Nick Jr. Австралия (англ.)
- Comedy Central: Comedy Central Новая Зеландия (англ.)

Закрыты:
- MTV Новая Зеландия (англ.) (закрыт 30 ноября 2010 года)
- Nickelodeon Новая Зеландия (англ.) (закрыт 30 ноября 2010 года)